# Вилье-су-Прален
Вилье́-су-Прале́н (фр. Villiers-sous-Praslin) — коммуна во Франции, находится в регионе Шампань — Арденны. Департамент — Об. Входит в состав кантона Бар-сюр-Сен. Округ коммуны — Труа.
Код INSEE коммуны — 10432.
Коммуна расположена приблизительно в 170 км к юго-востоку от Парижа, в 100 км южнее Шалон-ан-Шампани, в 30 км к юго-востоку от Труа.

## Население
Население коммуны на 2008 год составляло 73 человека.
| 1962 | 1968 | 1975 | 1982 | 1990 | 1999 | 2008 |
| ---- | ---- | ---- | ---- | ---- | ---- | ---- |
| 119  | 102  | 109  | 97   | 77   | 60   | 73   |

## Администрация
| Период | Период | Фамилия      | Партия | Примечания |
| ------ | ------ | ------------ | ------ | ---------- |
| 2001   | 2008   | Колет Табуре |        |            |
| 2008   |        | Мишель Буайе |        |            |

## Экономика

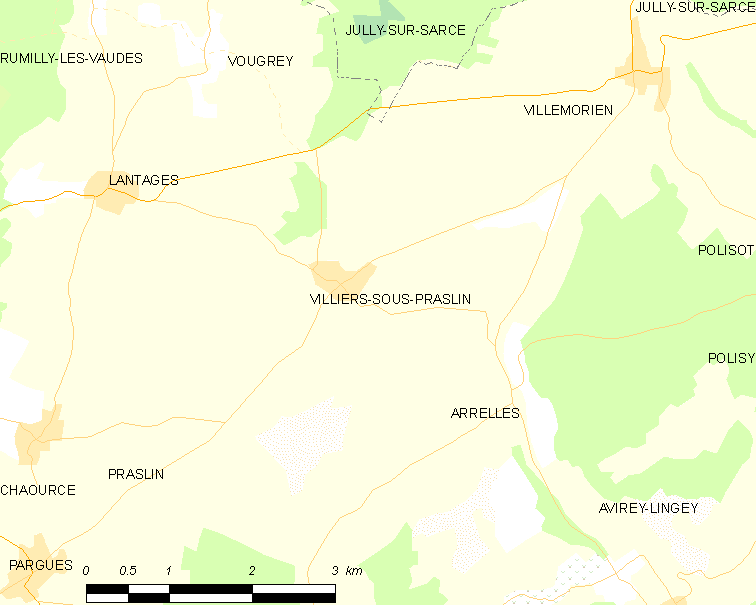
Карта коммуны

В 2007 году среди 42 человек в трудоспособном возрасте (15—64 лет) 32 были экономически активными, 10 — неактивными (показатель активности — 76,2 %, в 1999 году было 57,6 %). Из 32 активных работали 31 человек (17 мужчин и 14 женщин), безработным был 1 мужчина. Среди 10 неактивных 2 человека были учениками или студентами, 6 — пенсионерами, 2 были неактивными по другим причинам.